# Ulundi
Ulundi es una localidad de la provincia sudafricana de KwaZulu-Natal.
Durante el periodo de las políticas de "desarrollo separado" del apartheid, Ulundi fue la capital del bantustán de Kwazulu y sede de la corte real. Anteriormente había sido la capital de Zululandia. Desde la abolición de los bantustanes en 1994, Ulundi alternó hasta el año 2004 la condición de capital de la provincia con la ciudad de Pietermaritzburg. A pesar de su escasa población (11.102 habitantes en 1991) el pueblo cuenta con un hotel de "cinco estrellas", varios museos, y un aeropuerto en las cercanías.
La historia del pueblo se remonta al año 1873, cuando Cetshwayo, al convertirse en nuevo rey de los zulúes, de acuerdo con la tradición creó una nueva capital a la que llamó Ulundi, que significa "el sitio alto". Seis años más tarde, el 4 de julio de 1879, las tropas del ejército británico destruyeron completamente el asentamiento durante la batalla de Ulundi, la cual fue el enfrentamiento final de la guerra anglo-zulú.